# Jitter

Mesures de jitter.

En electrònica i telecomunicacions, el jitter és la desviació de la periodicitat real d'un senyal presumptament periòdic, sovint en relació amb un senyal de rellotge de referència. A les aplicacions de recuperació del rellotge s'anomena timing jitter. La fluctuació és un factor important, i normalment no desitjat, en el disseny de gairebé tots els enllaços de comunicacions.
La fluctuació es pot quantificar en els mateixos termes que tots els senyals que varien en el temps, per exemple, arrel quadrada mitjana (RMS) o desplaçament de pic a pic. A més, com altres senyals que varien en el temps, el jitter es pot expressar en termes de densitat espectral.
El període de fluctuació és l'interval entre dos temps d'efecte màxim (o efecte mínim) d'una característica del senyal que varia regularment amb el temps. La freqüència de fluctuació, la xifra més citada, és la seva inversa. ITU-T G.810 classifica les freqüències de fluctuació per sota de 10 Hz com a wander i freqüències iguals o superiors a 10 Hz com a jitter.
La fluctuació pot ser causada per interferències electromagnètiques i diafonia amb els portadors d'altres senyals. La fluctuació pot fer que un monitor de pantalla parpellegi, afecti el rendiment dels processadors dels ordinadors personals, introdueixi clics o altres efectes no desitjats en els senyals d'àudio i provoqui la pèrdua de dades transmeses entre dispositius de xarxa. La quantitat de jitter tolerable depèn de l'aplicació afectada.